# Nanami Seki
Nanami Seki (japanska: 関菜々巳 ), född 12 juni 1999 i Funabashi, Japan är en volleybollspelare (passare). Hon spelar för Japans damlandslag i volleyboll och för klubblaget Toray Arrows. 
Med landslaget tog Seki silver vid asiatiska U19-mästerskapet 2016 och guld vid asiatiska mästerskapet 2019. 
Seki spelade med landslaget under VM 2022.